# Dendrobium atroviolaceum
Dendrobium atroviolaceum är en orkidéart som beskrevs av Robert Allen Rolfe. Dendrobium atroviolaceum ingår i släktet Dendrobium, och familjen orkidéer. Inga underarter finns listade i Catalogue of Life.

## Bildgalleri

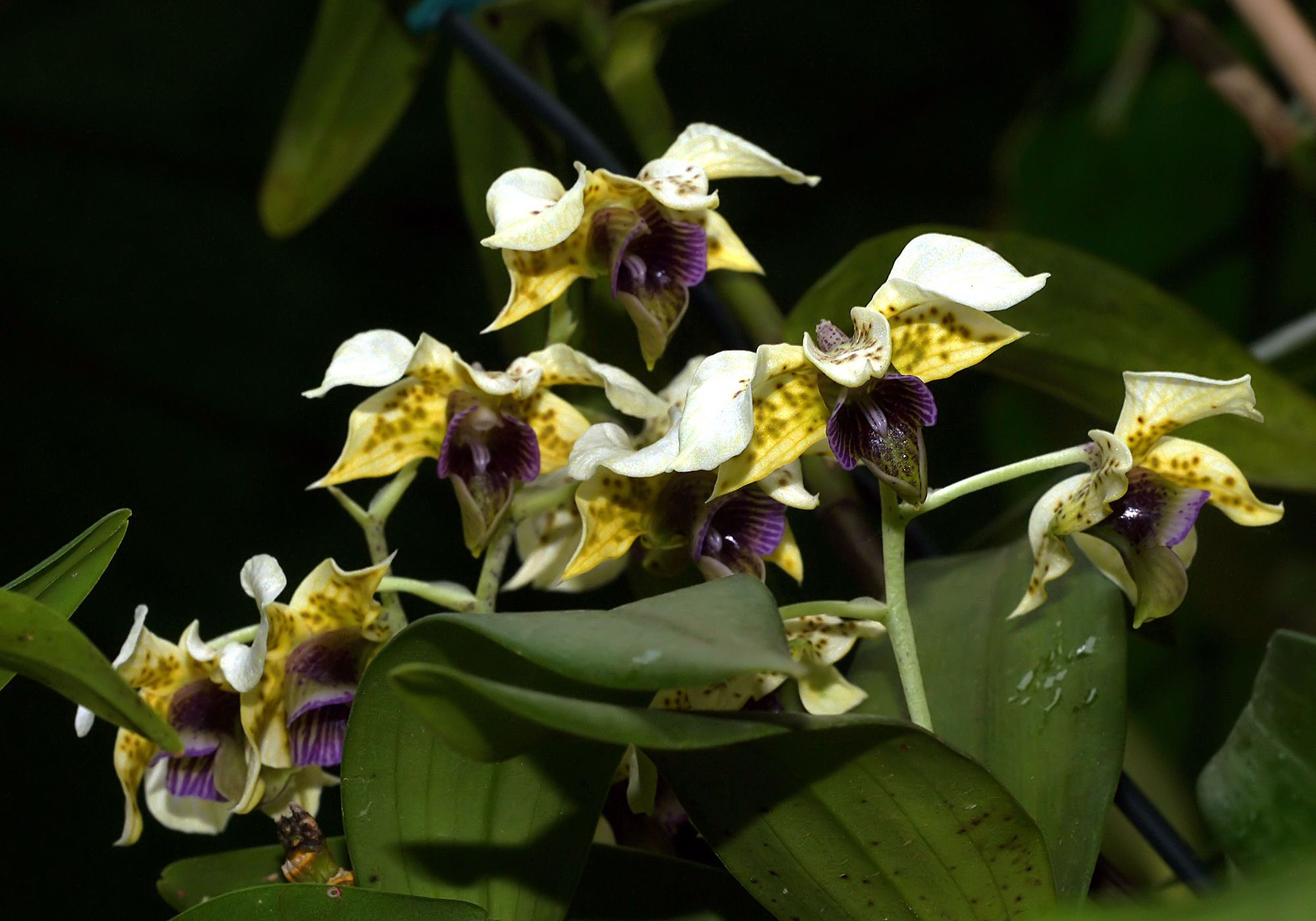
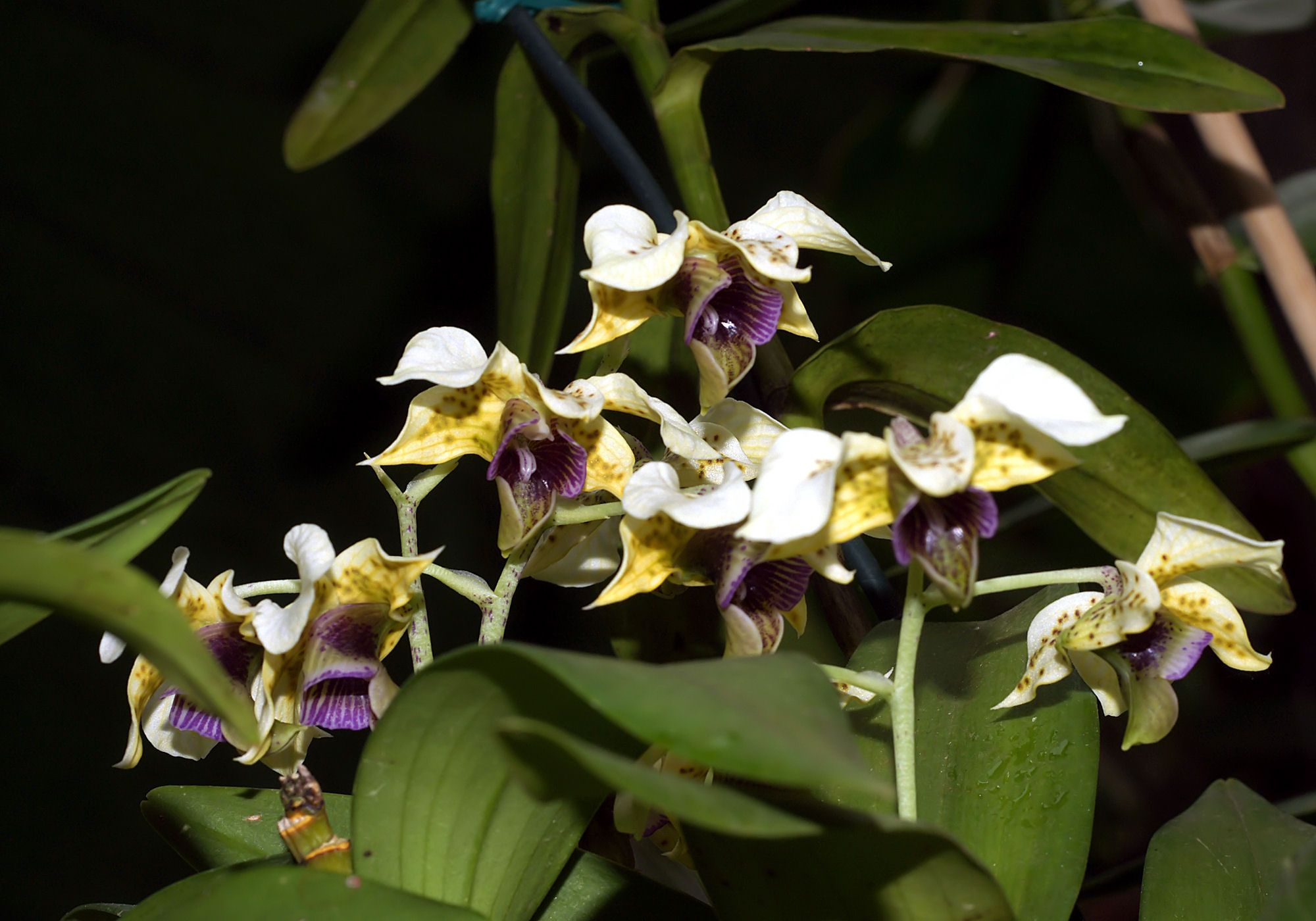
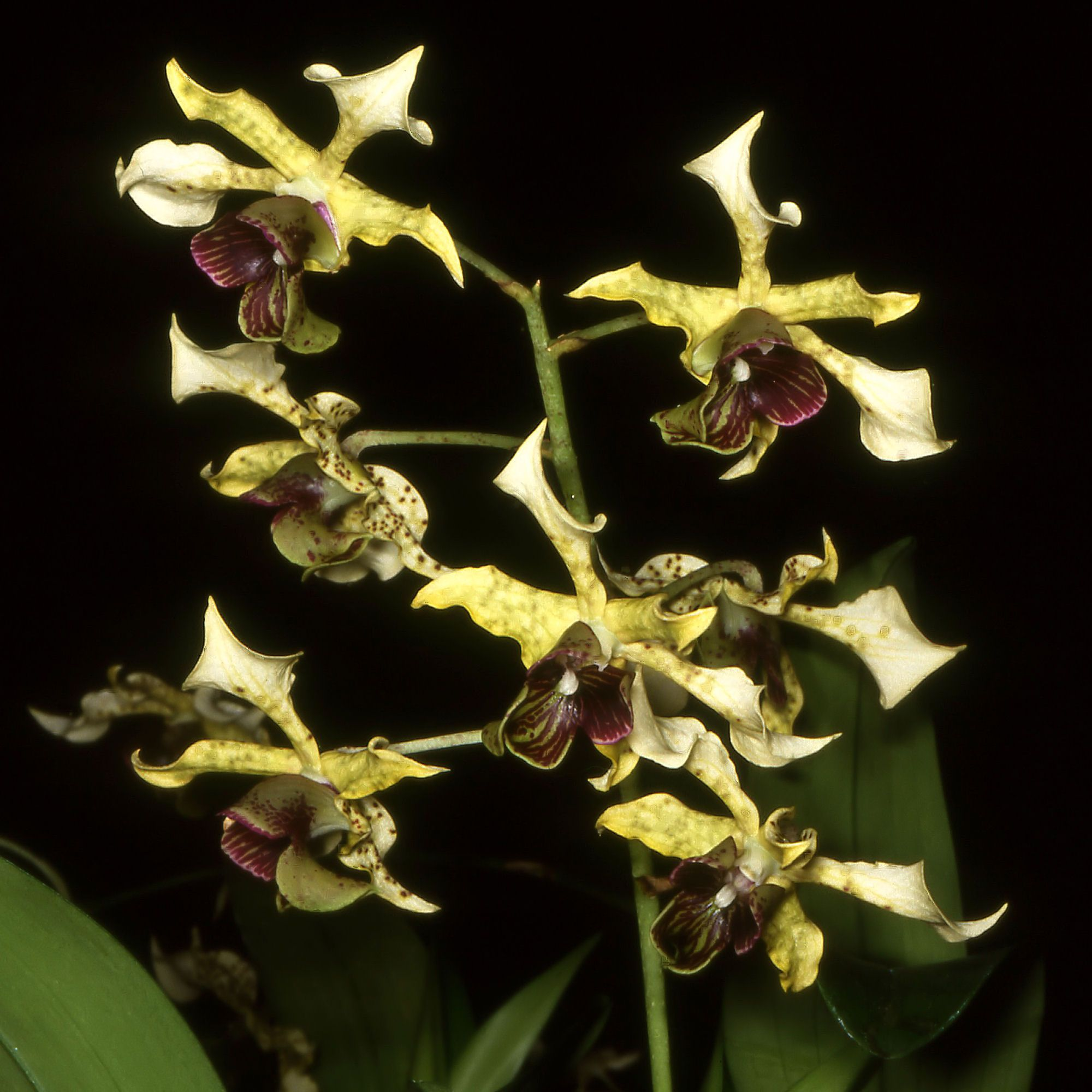
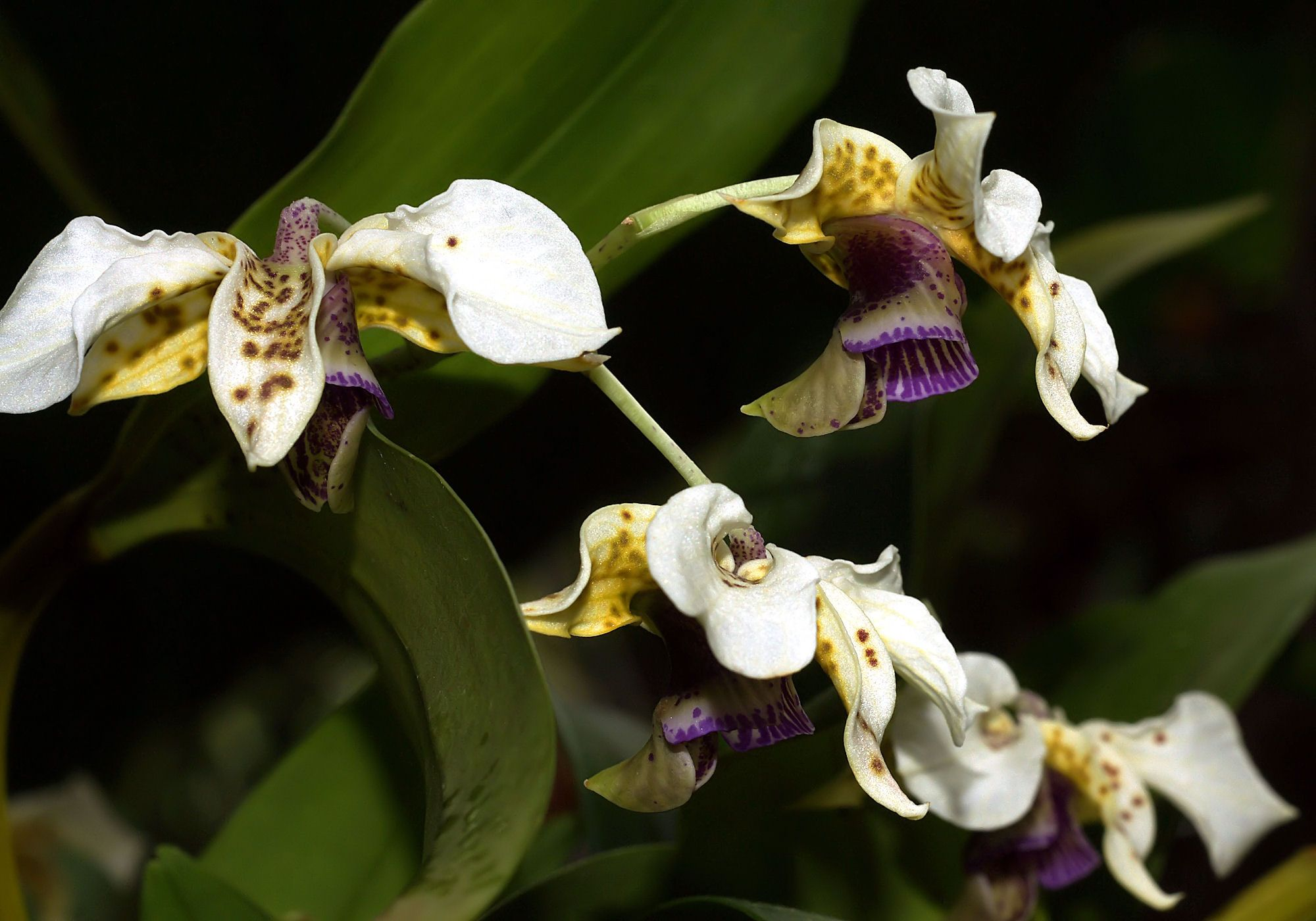
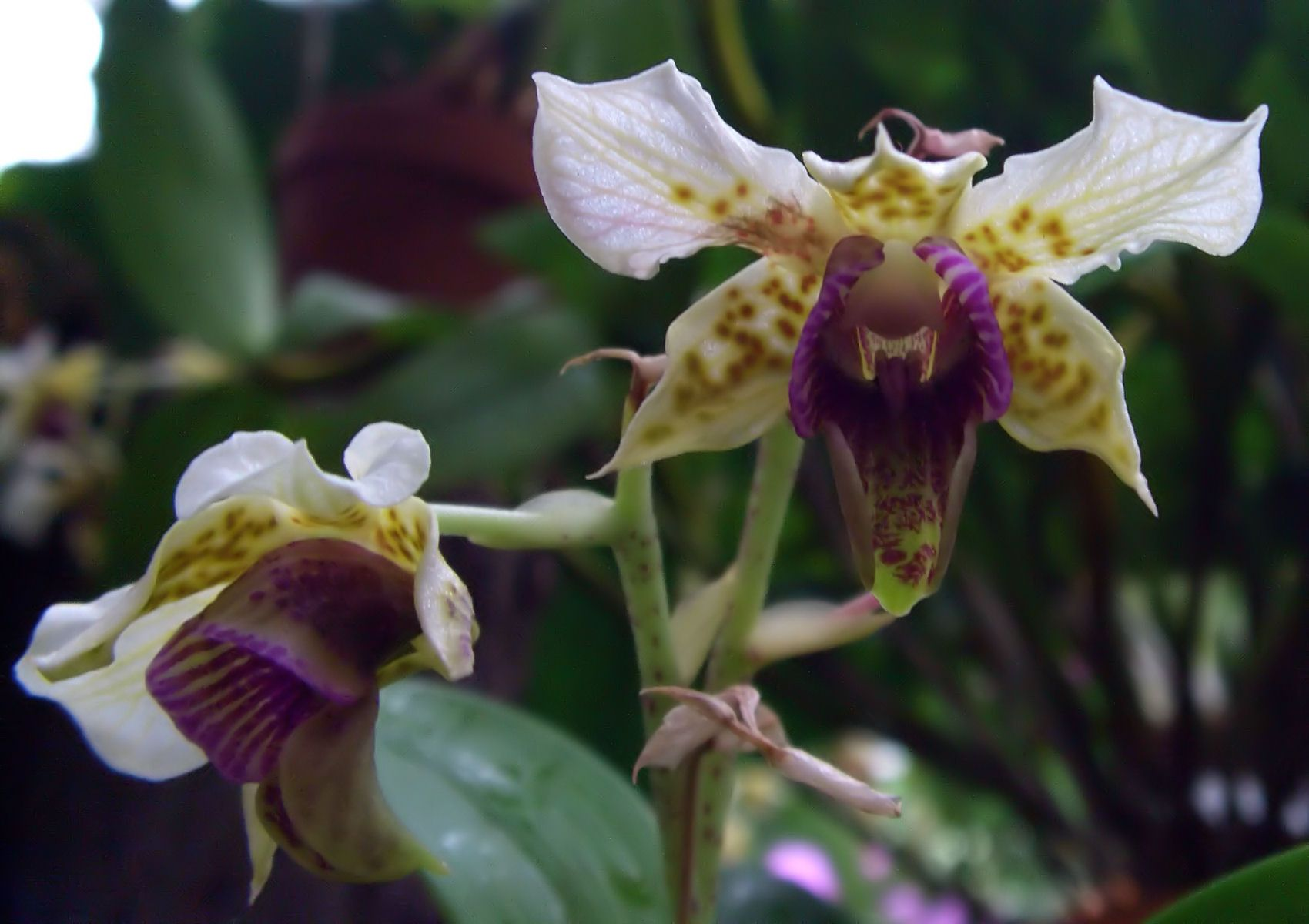
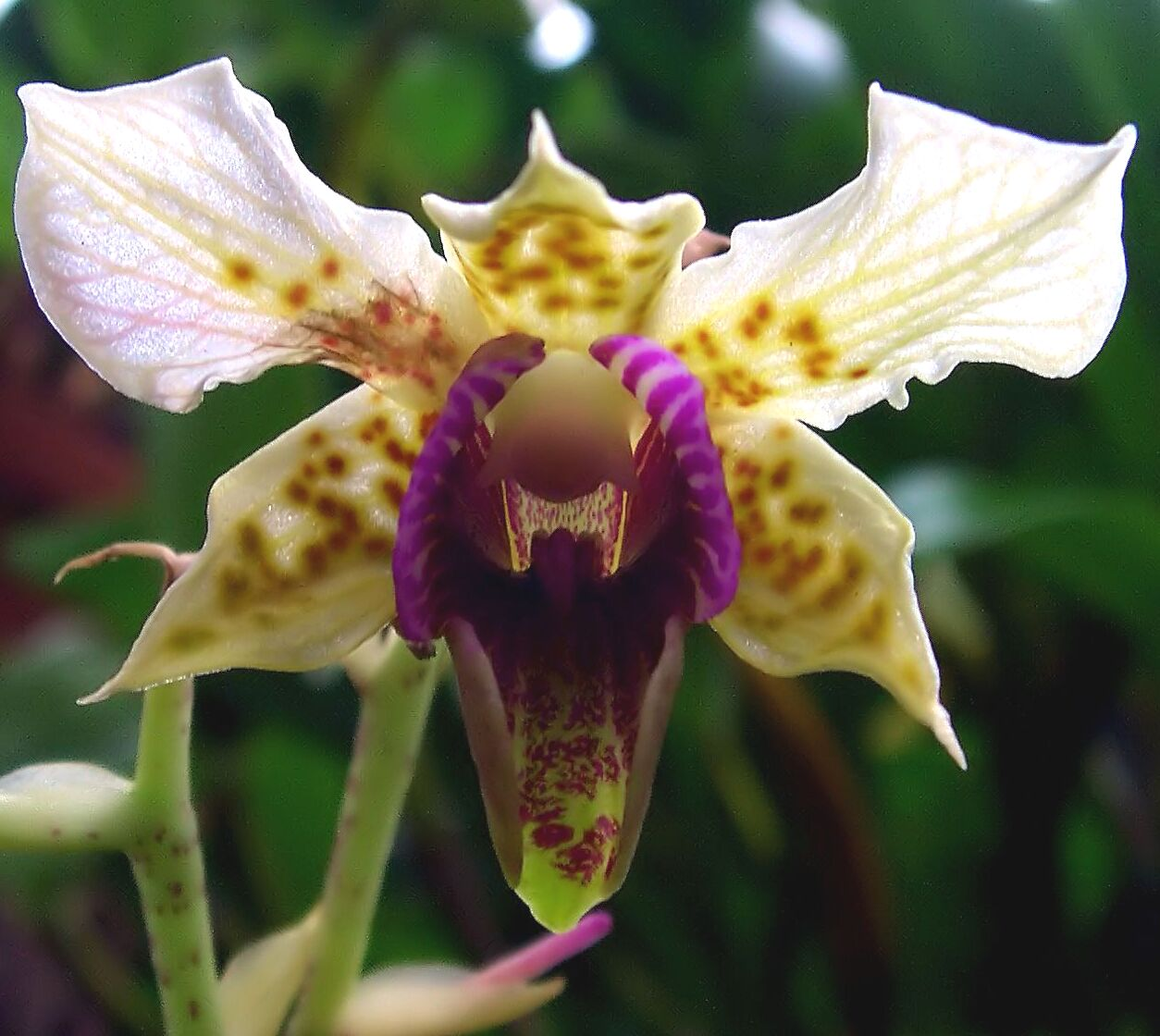